# Mike Beaulieu
Mike Beaulieu (* 1977), je kanadský animátor. V průběhu studií na Sheridan College v Ontariu v Kanadě vytvořil několik zdařených map ke hře Duke Nukem 3D. Mezi jeho nejznámější mapy patří „Legends“ a „Legends2“. Dále vytvořil i mapu „Bobafett“ a dukemačovky „StarWars“, „Klingon“ a „X-over“.

## Mapy

### Legends.map
Mapa Legends, neboli Ancient Realms, jejímž námětem jsou starodávné ruiny, které byly obsazeny mimozemšťany, je velmi dobře graficky vyvedená i bez použití přídavné grafiky. Hratelnost je dobrá, bez programátorských chyb. Příběh ovšem dosti pokulhává a je postaven na původní ideji tvůrců zlikvidovat nebezpečí.

### Bobafett.map
Ocitáme se na arktické základně nepřátel. Zvláště venkovní prostory připomínají „Inuit city“ ze Star Wars. Grafická stránka věci je dobrá autor používá i některé nepříliš časté efekty a hraje si se zvuky (např. efekt ozvěny v zamrzlé jeskyni). Mapa je bez programátorských chyb, příběh opět chybí, hratelnost je trochu jednodušší než u Legends2. Mike si v této mapě začíná hrát s různě vykousanými prostory na několika patrech (voda, led, zasněžená skála), které později rozvinul v následující mapě.

### Legends2.map
Legends2 je pokračováním velmi úspěšné mapy Legends. Duke je zasazen do velmi graficky vyvedeného pralesa v noci. Cílem hry je pomstít místní postřílenou posádku a Dukovo zničené letadlo. Zajímavostí může být dobře vymyšlené vertikální patrování, což se obecně považuje za velmi složité.

### Ostatní
- StarWars
- Klingon
- X-over